# 三義九華山大興善寺
24°22′11″N 120°44′57″E / 24.369854°N 120.749221°E
三義九華山大興善寺，簡稱九華山大興善寺、大興善寺，是位於臺灣苗栗縣三義鄉西湖村的九華山大興善寺道場。

## 建立
1985年，銅鑼九華山大興善寺建立，規模擴大為十餘公頃，用地、建物證照取得卻一波三折，多年未合法立案。2001年，寺方在三義鄉西湖村購地。新寺地是三義鄉拐子湖段，苗栗縣政府民政局以寺方積極從事社會公益為由，除協助從農牧或林業用地變更土地使用地目外，更建議中央政府准該寺免受山坡地開發建築面積的限制，早日核准興建。
2002年，寺方在三義新址興建鋼骨結構大殿，補辦寺廟登記。新址為西湖村上湖25之8號，面積達六十公頃。2005年11月13日凌晨3點將三寶佛等神像遷往三義鄉西湖村。因寺方低調，事前連銅鑼鄉當地居民也不知情，部分聞訊前來觀禮的信眾，也被寺方以安全為由謝絕入內膜拜。當時有來自全臺灣各地的信眾搭乘數百輛轎車護送，不少信徒在路旁膜拜，開山祖師的舍利子也移至三義。隔日一早，大批從高雄搭遊覽車至銅鑼道場參拜的信眾，才發現撲空。
由於行動神秘，苗栗地方各界對此也相當關切，但寺方和知情信眾普遍不願回應遷廟原因，有人只說佛祖的意思，時間符合良辰吉時，但據瞭解應與積極申請合法立案有關。寺廟外移後，銅鑼鄉長黃芳椿坦言會衝擊地方產業，希望舊址仍妥為管理利用。

## 觀光
三義鄉長湯申源對於寺方移入三義道場，表示三義旅遊者估計能增數百萬人次。兩道場在例假日和一年六次的法會，朝山民眾皆絡繹於途，造成附近道路塞車。2006年春節，因來三義九華山大興善寺香客的影響加成，三義交流道附近車滿為患，估計比往年成長達一倍。為此塞車問題，三義道場運用信眾捐款，捐贈新臺幣四千萬元給苗栗縣政府，幫忙興建三義聯外道路。不過，因三義外環道路線會貫穿當地石虎棲地，公路總局因此提出台十三線原路拓寬替代方案。